# Фримен, Мартин
Марти́н Джон Кри́стофер Фри́мен (англ. Martin John Christopher Freeman, род. 8 сентября 1971, Хэмпшир, Англия) — английский киноактёр. Лауреат премии «Эмми» и BAFTA, номинант на премию «Золотой глобус». Получил широкую известность благодаря участию в фильме «Автостопом по галактике», сериалам BBC «Шерлок» и FX «Фарго», а также по роли Бильбо Бэггинса в кинотрилогии «Хоббит».

## Ранние годы
Родился в городе Олдершот, в английском графстве Хэмпшир. Был самым младшим после трёх старших братьев и сестры в семье Джеффри, морского офицера, и Филомены Р. Норрис. Родители развелись, а когда Мартину было 10 лет, отец умер от сердечного приступа.
Фримен окончил среднюю римско-католическую школу в городе Чертси в Суррее, после чего учился в Центральной школе сценической речи и драматического искусства в Лондоне. С 15 лет играл в молодёжном театре, но решил стать актёром только спустя пару лет.

## Личная жизнь
Мартин Фримен состоял в фактическом браке с британской актрисой Амандой Аббингтон, с которой познакомился на съёмках телефильма «Только мужчины» в 2000 году. Они также снялись вместе в фильмах «Собирая осколки бутылок», «Долг отдай», «Робинсоны», «Все вместе» и сериале «Шерлок». У них двое детей: сын Джо, родившийся в 2005 году, и дочь Грэйс, которая родилась в 2009 году. 22 декабря 2016 года стало известно о расставании пары. «Мы с Амандой больше не вместе, но мы очень хорошие друзья. Я всегда буду любить и уважать Аманду», — сказал актёр в интервью для Financial Times.
В 2020 году стало известно, что Мартин встречается с молодой француженкой Рейчел Мариам, которая младше его на 21 год.

## Карьера
Одна из самых заметных ролей Мартина Фримена — Тим Кентербери в комедийном сериале «Офис» (2001—2003). За эту роль актёр получил две номинации на престижные премии: British Comedy Award и BAFTA TV Award. Также он сыграл главные роли в ситкоме Hardware (2003—2004), телесериале «Робинсоны». Также он снялся в эпизодах сериалов «Эта жизнь» (1997), «Книжный магазин Блэка» (2000) и в фильме «Реальная любовь» (2003). Помимо различных комедийных ролей Фримен сыграл и несколько серьёзных драматических, самая значительная — лорд Шефтсбери в историческом мини-сериале BBC «Последний король» (2003).
Фримен снимался в эпизоде фильма «Типа крутые легавые» (2007), сценарий к которому написали авторы фильма «Зомби по имени Шон» Саймон Пегг и Эдгар Райт. В «Зомби по имени Шон» у него была небольшая роль без слов — бойфренда Ивонн, Деклана. Он играл главную роль в фильме 2007 года «Все вместе» (режиссёр и сценарист Гэвин Клэкстон).
Также он появляется в видео кавера Faith No More на песню I Started a Joke. Снимался в нескольких передачах на BBC 6 Music. В мае 2009 года сыграл в комедии «Парень встречает девушку» — четырёхсерийном мини-сериале, который раскрывает изменение героев Вероники и Дэнни после того, как они поменялись телами.

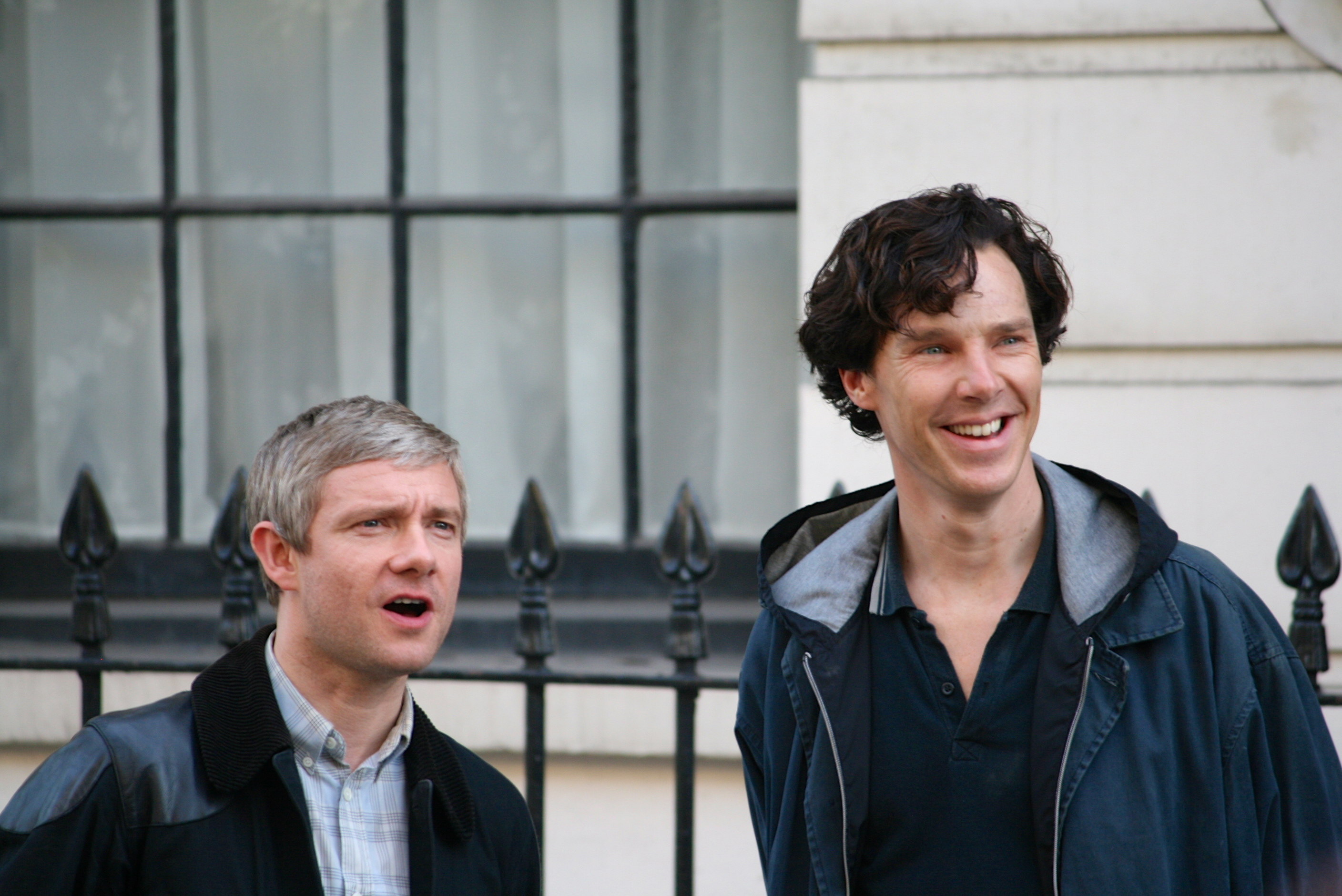
Мартин Фримен и Бенедикт Камбербэтч на съёмках сериала «Шерлок», 2013 год

С 2010 года Фримен снимается в роли доктора Джона Ватсона в сериале «Шерлок», современной экранизации детективных рассказов о Шерлоке Холмсе на BBC. Эта роль принесла актёру премию BAFTA в 2011 году. Его бывшая гражданская жена Аманда Аббингтон с третьего сезона играет там его жену Мэри Морстен. Фримен считался первым претендентом на главную роль в фильме «Хоббит» Питера Джексона, хотя утверждалось, что съёмки в «Шерлоке» могут помешать этому. 22 октября 2010 года стало известно, что он официально утверждён на роль молодого Бильбо Бэггинса.
В мае 2015 стало известно, что Мартин Фримен присоединится к Кинематографической вселенной Marvel. 6 мая 2016 года вышел фильм «Первый мститель: Противостояние» с участием Фримена. В интервью на Giffoni Film Festival 2015 Фримен рассказывает о том, что его персонаж работает на американское правительство, а также замечает, что до конца непонятно, положительный это персонаж или нет, отчасти именно поэтому Мартину нравится эта роль. В 2018 году Фримен вновь вернулся к роли Эверетта Росса в блокбастере Marvel «Чёрная пантера».

## Фильмография
| Год       |     | Русское название                  | Оригинальное название                     | Роль                    |
| --------- | --- | --------------------------------- | ----------------------------------------- | ----------------------- |
| 1997      | с   | Чисто английское убийство         | The Bill                                  | Крейг                   |
| 1997      | с   | Эта жизнь                         | This Life                                 | Стюарт                  |
| 1998      | ф   | Я всего лишь хочу поцеловать тебя | I Just Want to Kiss You                   | Фрэнк                   |
| 1998      | с   | —                                 | Casualty                                  | Рики Бек                |
| 1998      | с   | —                                 | Picking up the Pieces                     | Брендан                 |
| 2000      | с   | Карты, деньги...                  | Lock, Stock...                            | Jaap                    |
| 2000      | с   | —                                 | Bruiser                                   | разные персонажи        |
| 2000      | с   | Книжный магазин Блэка             | Black Books                               | доктор (1 эпизод)       |
| 2000      | ф   | —                                 | The Low Down                              | Соломон                 |
| 2001      | ф   | —                                 | Men Only                                  | Джейми                  |
| 2001      | с   | —                                 | World of Pub                              | разные персонажи        |
| 2001—2003 | с   | Офис                              | The Office                                | Тим Кентербери          |
| 2002      | ф   | Али Джи в парламенте              | Ali G Indahouse                           | Рикки Си                |
| 2002      | с   | —                                 | Helen West                                | DC Stone                |
| 2002      | с   | —                                 | Linda Green                               | Мэтт                    |
| 2003      | ф   | Реальная любовь                   | Love Actually                             | Джон                    |
| 2003      | ф   | Последний король                  | Charles II: The Power & the Passion       | лорд Шафтсбери          |
| 2003—2004 | с   | Оружие                            | Hardware                                  | Майк                    |
| 2004      | ф   | Прайд                             | The Pride                                 | Флек                    |
| 2004      | ф   | Зомби по имени Шон                | Shaun of the Dead                         | Деклан                  |
| 2005      | ф   | Автостопом по галактике           | The Hitchhiker's Guide to the Galaxy      | Артур Дент              |
| 2005      | с   | Робинсоны                         | The Robinsons                             | Эд Робинсон             |
| 2006      | ф   | Вторжение                         | Breaking and Entering                     | Сэнди                   |
| 2006      | ф   | Конфетти                          | Confetti                                  | Мэтт                    |
| 2007      | ф   | Типа крутые легавые               | Hot Fuzz                                  | сержант Мет             |
| 2007      | ф   | Спокойной ночи                    | The Good Night                            | Гэри Шеллер             |
| 2007      | с   | —                                 | Comedy Showcase                           | Грег Уилсон             |
| 2007      | ф   | Тайны «Ночного дозора»            | Nightwatching                             | Рембрандт               |
| 2008      | ф   | Рембрандт. Я обвиняю!             | Rembrandt's J'Accuse...!                  | Рембрандт               |
| 2009      | с   | Парень встречает девушку          | Boy Meets Girl                            | Дэнни Рид               |
| 2009      | ф   | Свенгали                          | Svengali                                  | босс                    |
| 2009      | док | Micro Men                         | Micro Men                                 | Крис Карри              |
| 2009      | ф   | Лучшее Рождество!                 | Nativity!                                 | Пол Мадденс             |
| 2010      | ф   | Дикая штучка                      | Wild Target                               | Гектор Диксон           |
| 2010—2017 | с   | Шерлок                            | Sherlock                                  | Джон Ватсон             |
| 2011      | ф   | Секс по обмену                    | Swinging with the Finkels                 | Элвин Финк              |
| 2011      | ф   | Сколько у тебя?                   | What's Your Number?                       | Саймон                  |
| 2012      | ф   | Пираты! Банда неудачников         | The Pirates! Band of Misfits              | Пират с шарфом, озвучка |
| 2012      | ф   | Хоббит: Нежданное путешествие     | The Hobbit: An Unexpected Journey         | Бильбо Бэггинс          |
| 2013      | кор | Загадка Вурмана                   | The Voorman Problem                       | доктор Уильямс          |
| 2013      | ф   | Хоббит: Пустошь Смауга            | The Hobbit: The Desolation of Smaug       | Бильбо Бэггинс          |
| 2013      | ф   | Армагеддец                        | The World's End                           | Оливер Чемберлен        |
| 2014      | ф   | Хоббит: Битва пяти воинств        | The Hobbit: The Battle of the Five Armies | Бильбо Бэггинс          |
| 2014      | с   | Фарго                             | Fargo                                     | Лестер Найгаард         |
| 2015      | тф  | Шоу Эйхмана                       | The Eichmann Show                         | Милтон Фрухтман         |
| 2016      | ф   | Первый мститель: Противостояние   | Captain America: Civil War                | Эверетт К. Росс         |
| 2016      | ф   | Репортёрша                        | Whiskey Tango Foxtrot                     | Иэн Маккелпи            |
| 2016—2017 | с   | Стартап                           | StartUp                                   | Фил Раск                |
| 2017      | ф   | Бремя                             | Cargo                                     | Бен Хоулинг             |
| 2017      | ф   | Истории призраков                 | Ghost Stories                             | Майк Придл              |
| 2018      | ф   | Чёрная пантера                    | Black Panther                             | Эверетт К. Росс         |
| 2019      | с   | Исповедь                          | A Confession                              | Стив Фалчер             |
| 2019      | ф   | Ода радости                       | Ode to Joy                                | Чарли                   |
| 2019      | ф   | Оперативник                       | Operative                                 | Томас                   |
| 2022      | с   | Ночные вызовы                     | The Responder                             | Крис Карсон             |
| 2022      | ф   | Чёрная пантера: Ваканда навеки    | Black Panther: Wakanda Forever            | Эверетт К. Росс         |
| 2022      | мс  | Анджелин                          | Angelyne                                  | Гарольд Уоллах          |
| 2023      | с   | Секретное вторжение               | Secret Invasion                           | Эверетт К. Росс         |
| 2023      | ф   | Королева костей                   | Queen of Bones                            | Малкольм                |
| 2024      | ф   | Девушка Миллера                   | Miller's Girl                             | Джонатан Миллер         |
|           | с   | Тайна семи циферблатов            | Seven Dials Mystery                       | суперинтендант Баттл    |

## Награды и номинации
| Премия                             | Год  | Фильм / телепроект            | Категория                                            | Результат | Примечание |
| ---------------------------------- | ---- | ----------------------------- | ---------------------------------------------------- | --------- | ---------- |
| British Academy Television Awards  | 2004 | Офис                          | Лучшая комедийная игра                               | Номинация | [ 15 ]     |
| British Academy Television Awards  | 2011 | Шерлок                        | Лучший актёр второго плана                           | Победа    | [ 16 ]     |
| British Academy Television Awards  | 2012 | Шерлок                        | Лучший актёр второго плана                           | Номинация | [ 17 ]     |
| Сатурн                             | 2013 | Хоббит: Нежданное путешествие | Лучший киноактёр                                     | Номинация | [ 18 ]     |
| Эмми                               | 2012 | Шерлок                        | Лучший актёр второго плана в мини-сериале или фильме | Номинация | [ 19 ]     |
| Эмми                               | 2014 | Фарго                         | Лучший актёр в мини-сериале или фильме               | Номинация |            |
| Эмми                               | 2014 | Шерлок                        | Лучший актёр второго плана в мини-сериале или фильме | Победа    |            |
| Золотой глобус                     | 2015 | Фарго                         | Лучший актёр в мини-сериале или телефильме           | Номинация |            |
| British Comedy Awards              | 2002 | Офис                          | Лучший комедийный актёр                              | Номинация | [ 20 ]     |
| British Comedy Awards              | 2004 | Офис                          | Лучший комедийный актёр                              | Номинация | [ 21 ]     |
| Империя (кинопремия)               | 2013 | Хоббит: Нежданное путешествие | Лучший актёр                                         | Победа    | [ 22 ]     |
| Империя (кинопремия)               | 2014 | Хоббит: Пустошь Смауга        | Лучший актёр                                         | Номинация | [ 23 ]     |
| Phoenix Film Critics Society Award | 2004 | Реальная любовь               | Лучшая игра актёрского ансамбля                      | Номинация | [ 24 ]     |
| Golden Rose                        | 2004 | Hardware (телесериал)         | Лучшая мужская комедийная роль                       | Номинация | [ 25 ]     |
| MTV Movie Awards                   | 2013 | Хоббит: Нежданное путешествие | Лучший испуг                                         | Номинация | [ 26 ]     |
| MTV Movie Awards                   | 2013 | Хоббит: Нежданное путешествие | Лучший киногерой                                     | Победа    | [ 27 ]     |
| MTV Movie Awards                   | 2014 | Хоббит: Пустошь Смауга        | Лучший киногерой                                     | Номинация | [ 28 ]     |
| MTV Movie Awards                   | 2015 | Хоббит: Битва пяти воинств    | Лучший киногерой                                     | Номинация | [ 29 ]     |